# Ирано-киргизские отношения
Ирано-киргизские отношения — двусторонние дипломатические отношения между Ираном и Кыргызстаном.
Страны являются членами ШОС.

## История
В 1992 году Иран и Кыргызстан установили дипломатические отношения. В 2013 году президент Ирана Хасан Рухани совершил свой первый в должности иностранный официальный визит в Бишкек для участия в саммите Шанхайской организации сотрудничества. В 2015 году президент Кыргызстана Алмазбек Атамбаев прибыл в Тегеран, где провёл переговоры с президентом Ирана Хасаном Рухани. В апреле 2017 года министр иностранных дел Кыргызстана Эрлан Абдылдаев встретился в Бишкеке со своим иранским коллегой Мохаммадом Джавадом Зарифом по случаю 25 лет со дня установления дипломатических отношений.

## Торговля
Экспорт Ирана в Кыргызстан: одежда, орехи, краски и напольные покрытия. Экспорт Кыргызстан в Иран: мясо, зерно и сталь. По словам министра финансов Ирана, подписанное с Кыргызстаном Соглашение о преференциальной торговле со временем может быть расширено до Соглашения о свободной торговле, что приведет к увеличению товарооборота между странами. Иран и Кыргызстан подписали соглашения о сотрудничестве в сфере транспортных, таможенных и торгово-экономических отношений. Страны взаимодействуют в сферах образования, культуры, путешествий, таможни, финансов, борьбы с преступностью (в частности с торговлей людьми).
В 2008 году Иран пообещал Кыргызстану оказать финансовую помощь на 200 миллионов евро для реализации экономических проектов. Иранские компании участвовали в строительстве автомагистрали, соединяющей Бишкек и Ош. Страны планируют увеличить годовой товарооборот до 100 миллионов долларов США. В июле 2012 года депутат Жогорку Кенеш Акылбек Жапаров прибыл в Иран для ведения переговоров, в ходе которых иранская сторона выразила желание вложить более 1 миллиарда долларов США в краткосрочные проекты и более 10 миллиардов долларов США в долгосрочные проекты в Кыргызстане.
За первые 10 месяцев 2016 года объём товарооборота между странами составил сумму 12,3 млн долларов США, что превысило аналогичные показатели за аналогичный период прошлого года на 82,7 %. Кроме того, Иран и Кыргызстан пришли к соглашению открыть прямое авиасообщение между странами в ближайшем будущем. В 2018 году объём товарооборота Ирана с Кыргызстаном составил сумму более 44 млн долларов США.

## Дипломатические представительства
- Иран имеет посольство в Бишкеке[9].
- Кыргызстан содержит посольство в Тегеране[10].